# جيمس غروبر
جيمس غروبر (بالإنجليزية: James Gruber)‏ هو عسكري أمريكي، ولد في 21 أغسطس 1928 في دي موين في الولايات المتحدة، وتوفي في 27 فبراير 2011 في سانتا كلارا في الولايات المتحدة.